# Johnny
Джонни Со (кор. 쟈니; английское имя Джон Со (англ. John Suh), корейское имя Со ЁнХо(неофициальное) (англ. Seo Youngho, кор. 서영호) — южнокорейский певец, танцор и рэпер, модель, бывший радиоведущий, DJ

## Биография
Джонни родился в Чикаго 9 февраля 1995 года и был единственным ребёнком в семье. В детстве хотел быть актёром или ветеринаром, в школе играл в команде по волейболу, занимался музыкой. Обучался в Maple School, Старшей Школе Glenbrook North, School of Performing Arts Seoul (서울공연예술고등학교), practical dance department (실용무용과). Прошёл кастинг «SM Global Audition» в сентябре в 2007 году в Чикаго.

## Карьера

### Предебют и начало (2007—2016)
После прослушивания Джонни был стажёром в агентстве более 8 лет и тренировался вместе с будущими участниками группы EXO, пока они не начали прямую подготовку к дебюту. В 2013 году был представлен как участник SM Rookies. До дебюта Джонни в качестве диджея принимал участие в Inlayer’s Nightmare. Так же появился в клипе из серии EXO 90:2014 с названием «Shinhwa» Сехуна в 2014 году и в клипе «Ready for your love» артистки J-min в 2016.

### Дебют в NCT и другая деятельность (2016 — настоящее время)
Дебютировал 27 декабря 2017 года в юните NCT 127 с их вторым мини-альбомом Limitless.Так же был радиоведущим NCT's NIGHT NIGHT
совместно с напарником Чон Джехёном.

## Дискография

### Коллаборации
| Название                                                      | Год  | Позиция | Продажи | Альбом              |  |
| ------------------------------------------------------------- | ---- | ------- | ------- | ------------------- |  |
| Название                                                      | Год  | KOR     | Продажи | Альбом              |  |
| «Ready For Your Love» (совместно с J-Min (제이민)             | 2016 | —       | н/д     | Ready For Your Love |  |
| «Nightmare» (совместно с Yoon Do-hyun x Reddy x G2 x Inlayer) | 2017 | —       | н/д     | Сингл вне альбома   |  |
| «–» сингл не попал в чарт                                     |      |         |         |                     |  |

### Авторство текстов
| Год  | Песня           | Артист  | Альбом            |
| ---- | --------------- | ------- | ----------------- |
| 2020 | «Love Song»     | NCT 127 | NCT #127 Neo Zone |
| 2020 | «Pandora's Box» | NCT 127 | NCT #127 Neo Zone |

## Фильмография

### Телевизионные программы
| Год  | Название                          | Телеканал            | Примечания          |
| ---- | --------------------------------- | -------------------- | ------------------- |
| 2014 | EXO 90:2014                       | Mnet                 | [ 1 ]               |
| 2017 | Lipstick Prince                   | OnStyle              | Участник            |
| 2017 | Bill Nye Saves the World          | Netflix              |                     |
| 2018 | Idol Star Athletics Championships | MBC                  | Участник            |
| 2018 | M! Countdown                      | Mnet                 | Специальный ведущий |
| 2019 | SJ Returns 3                      | V Live Naver TV Cast | Эпизоды 18 и 51     |
| 2019 | Everybody Cha Cha Cha             | SBS Plus             |                     |